# Хуссейн аль-Вейні
Хуссейн аль-Вейні (араб. حسين العويني; 24 грудня 1900 — 11 січня 1971) — ліванський політик, двічі обіймав посаду прем'єр-міністра Лівану.

## Біографія
Народився 1900 року в Бейруті. Закінчив католицьку школу Святого Йосипа. Мав бізнесові зв'язки з Палестиною, Єгиптом, Хіджазом і Саудівською Аравією. 1937 року повернувся на батьківщину, де заснував перший комерційний банк у країні «Banque du Liban et d'Outre-Mer».
1947 року його обрали до парламенту, членом якого він залишався до 1951. Від 1948 до 1969 року обіймав різні урядові посади, зокрема:
- 1948—1949 — міністр фінансів;
- жовтень 1949 — міністр пошти й телеграфу;
- 1949—1951 — міністр фінансів;
- лютий-квітень 1951 — прем'єр-міністр;
- лютий-червень 1951 — міністр закордонних справ, міністр внутрішніх справ, міністр національної оборони та міністр фінансів
- 1958—1959 — міністр суспільного проєктування, міністра у судових питаннях, міністр закордонних справ та з питань емігрантів;
- лютий-листопад 1964 — міністр внутрішніх справ, міністр національної оборони;
- 1964—1965 — прем'єр-міністр, водночас міністр національної оборони;
- червень-липень 1965 — міністр закордонних справ та з питань емігрантів;
- 1968—1969 — міністр національної економіки, міністр закордонних справ та з питань емігрантів, міністр національної оборони та міністр юстиції.

Помер у Бейруті на початку 1971 року.